# Hewa-Bora-Airways-Flug 122
Auf dem Hewa-Bora-Airways-Flug 122 (Flugnummer IATA: EO122, ICAO: ALX122, Funkrufzeichen: ALL CONGO 122) verunglückte am 15. April 2008 eine Douglas DC-9-51, mit der ein Flug von Goma nach Port Harcourt durchgeführt werden sollte, beim Start vom Flughafen Goma und stürzte daraufhin in dicht besiedeltes Gebiet. Bei dem Unfall starben 47 Personen, darunter 44 Personen am Boden sowie drei der 94 Insassen der Maschine.

## Flugzeug
Das verunglückte Flugzeug war eine Douglas DC-9-51, die im Werk von McDonnell Douglas in Long Beach im Bundesstaat Kalifornien endmontiert wurde. Das Flugzeug trug die Werknummer 47731, es handelte sich um die 860. Douglas DC-9 aus laufender Produktion. Das Roll-out der Maschine erfolgte am 22. Juli 1977. Die Maschine wurde mit dem Luftfahrzeugkennzeichen N992EA an die Eastern Air Lines ausgeliefert und ging bei dieser am 16. August 1977 in Betrieb. Im August 1978 wurde die Maschine innerhalb der Fluggesellschaft auf das Kennzeichen N410EA umgemeldet. Die Maschine blieb bis zu der Insolvenz der Fluggesellschaft in Betrieb und wurde im Januar 1991 auf dem Mojave Air & Space Port eingelagert. Nach einem fast dreijährigen Stillstand wurde die Maschine durch die Trans World Airlines im Rahmen eines Leasingvertrages mit der McDonnell Douglas Finance Corporation übernommen und nahm am 23. Dezember 1993 wieder den Betrieb auf. Zum 30. Juni 1999 übernahm die Allegiant Air die Maschine. Nach ihrer Aussonderung war die Maschine für einen Export nach Afrika vorgesehen. Sie sollte zunächst von der ugandischen Africa One übernommen werden, der Vertrag kam jedoch nicht zustande. Am 9. Juni 2005 übernahm die Hewa Bora Airways die Maschine und betrieb sie zunächst mit dem swasiländischen Luftfahrzeugkennzeichen 3D-BOA. Ab Januar 2006 wurde die Maschine durch die Fluggesellschaft mit dem Kennzeichen S9-DBH aus São Tomé und Príncipe weiterbetrieben. Ab Juli war die Maschine in der Demokratischen Republik Kongo mit dem Kennzeichen 9Q-CHN angemeldet. Das zweistrahlige Schmalrumpfflugzeug war mit zwei Triebwerken des Typs Pratt & Whitney JT8D-17 ausgestattet.

## Passagiere und Besatzung
Den Flug hatten 86 Passagiere angetreten. Es befand sich eine achtköpfige Besatzung an Bord der Maschine, bestehend aus einem Flugkapitän, einem Ersten Offizier und sechs Flugbegleitern.

## Hintergrund

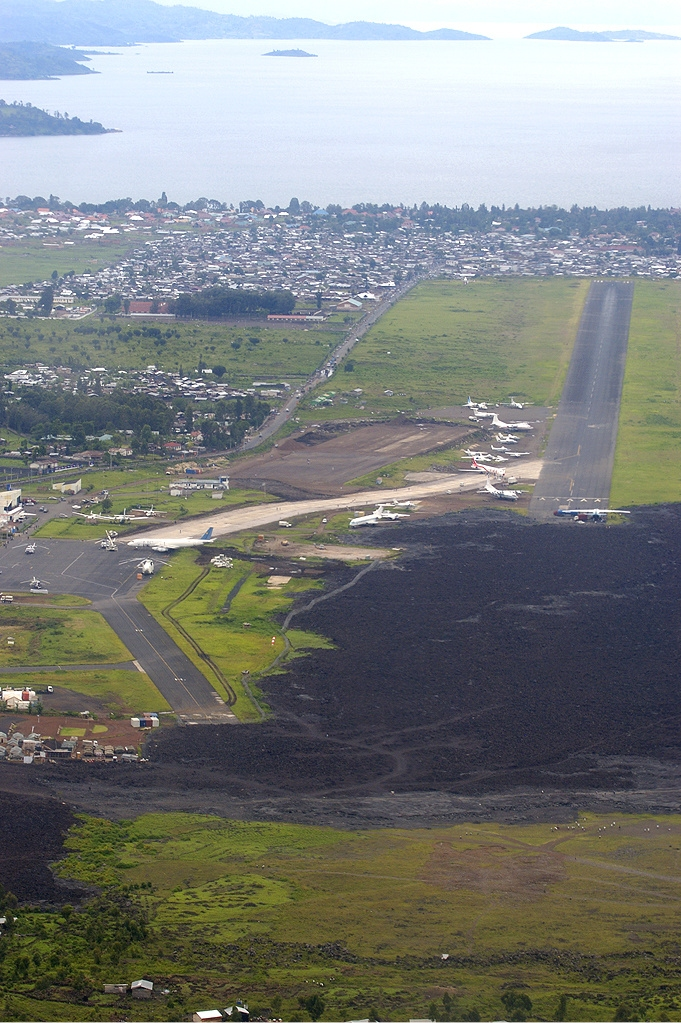
Aufnahme der teilweise mit Lava bedeckten Start- und Landebahn

Der östliche Teil der Demokratischen Republik Kongo war jahrzehntelang vom Krieg betroffen, als verschiedene Akteure versuchten, sich die Kontrolle über die Bodenschätze zu sichern. Goma war ein Zentrum für Lufttransporte von Kassiterit (Zinnoxiderz) aus Nord-Kivu.
Die Europäische Union hatte alle Fluggesellschaften der Demokratischen Republik Kongo, am 11. April 2008 auch die Hewa Bora Airways, auf die Liste der Betriebsuntersagungen für den Luftraum der Europäischen Union gesetzt. Hewa Bora Airways besaß eine einzige Ausnahmeregelung für eine einzelne Maschine des Typs Boeing 767-266ER mit dem Kennzeichen 9Q-CJD und der Baunummer 193H-1209, die jedoch am 11. April 2008 ebenfalls entzogen wurde. Im vorangegangenen Oktober und im Jahr 1996 war es in Wohn- oder Marktgebieten in der Hauptstadt Kinshasa zu Flugunfällen mit vielen Opfern am Boden gekommen. Da die Demokratische Republik Kongo über wenig befahrbare Straßen verfügte, wurde der größte Teil der Fracht auf dem Luftweg befördert, Märkte in der Nähe von Landebahnen waren eine übliche Erscheinung. Hewa Bora Airways betrieb eine Reihe verschiedener Flugzeugtypen, die allesamt keine modernen Maschinen waren.
Goma liegt im vulkanisch aktiven Ostafrikanischen Graben. Ein Vulkan, der Nyiragongo, befindet sich so nahe am Flughafen, dass sein Ausbruch im Januar 2002 das Nordende der Landebahn 18/36 zerstörte, wodurch nur zwei Kilometer Landebahn für den Flugbetrieb übrig blieben. Der Flughafen befindet sich in 1.551 Metern Höhe über NN und die Nachmittagstemperatur beträgt etwa 22 °C. All diese Faktoren reduzierten das maximale Startgewicht (MTOW) auf der Landebahn mit ihrer Länge von 1.995 Metern von 55 Tonnen auf weniger als 45 Tonnen. Einem anderen Bericht zufolge sollen nur 1.600 bis 1.800 Meter der Landebahn nutzbar gewesen sein – dann wäre das entsprechende MTOW um weitere drei Tonnen reduziert gewesen.

## Unfallhergang
Die Maschine startete aus Goma zu einem Flug nach Kinshasa, wobei ein Zwischenstopp in Kisangani vorgesehen war. Der Startlauf wurde von der Start- und Landebahn 18 durchgeführt. Nach Angaben des Direktors der Luftfahrtbehörde des Kongo Régie des Voies Aériennes de la République Démocratique du Congo (RVA) soll 300 Meter nach Beginn des Startlaufs das Triebwerk Nr. 1 der Maschine in Brand geraten sein, nachdem die Maschine eine tiefe Pfütze durchrollt hatte. Das Feuer verursachte einen Triebwerksausfall. Die Maschine überrollte anschließend das Landebahnende und kollidierte um 14:30 Uhr Ortszeit mit Betonhäusern, Geschäften und Marktständen. Die Unfallstelle befand sich auf dem Birere-Markt in der Straße des 20. Mai, unmittelbar hinter dem südlichen Ende der Startbahn 18.

## Nach dem Unfall
Die Rettungsaktion wurde dadurch erschwert, dass der Flughafen Goma zum Unfallzeitpunkt über keine funktionierende Ausrüstung zur Brandbekämpfung verfügte. Auf Bildern von der Unfallstelle war zu sehen, wie Menschen am Boden versuchten, den Brand zu löschen, indem sie aus Eimern und Schalen Wasser auf die brennenden Trümmerteile gossen. Mehrere in Goma stationierte Unterorganisationen der Vereinten Nationen schlossen sich dem Rettungseinsatz an, darunter MONUC, UNICEF, die Weltgesundheitsorganisation sowie das Amt der Vereinten Nationen für die Koordinierung humanitärer Angelegenheiten, außerdem Ärzte ohne Grenzen. Die genaue Anzahl der Opfer war in den Stunden nach dem Unfall nur schwer zu bestimmen, da viele Opfer unter brennenden Trümmern eingeschlossen waren. Es wurden 40 Insassen der Maschine und 71 Personen am Boden verletzt. Unter den Überlebenden befanden sich mehrere Ausländer, darunter der griechisch-orthodoxe Metropolit für Zentralafrika, Ignatios und ein Techniker von Alcatel. Insgesamt starben drei Passagiere der Maschine sowie 44 Personen am Boden.

## Ursache
Die Unfalluntersuchung ergab, dass es beim Startlauf auf der erheblich verkürzten Startbahn zu einem Triebwerksausfall gekommen war. Der Maschine habe in der Folge die nötige Leistung gefehlt, um vor dem Ende der Startbahn und dem Beginn des bebauten Gebietes die Abhebegeschwindigkeit zu erreichen.